# Baleação

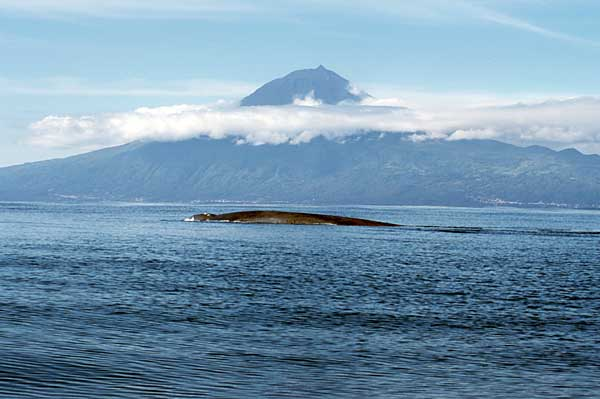
Baleia-azul (Balaenoptera musculus) nas águas dos Açores, ao fundo a ilha do Pico com destaque para a Montanha do Pico.

Baleação (também conhecida como pesca ou caça às baleias) é o nome genérico dado à caça à baleia e ao cachalote, incluindo as tecnologias, tradições e formas sociais de organização dos baleeiros. A baleação é por vezes incorrectamente referida como pesca da baleia, o que implicaria que a baleia seria um peixe e não um mamífero. A baleação teve grande expressão em diversas regiões costeiras e insulares do mundo, com grande relevo para Nantucket e New Bedford, na Nova Inglaterra, os Açores, o Arquipélago da Madeira,  ilhas Faroé, a Islândia e as ilhas Svalbard.

## A história da baleação

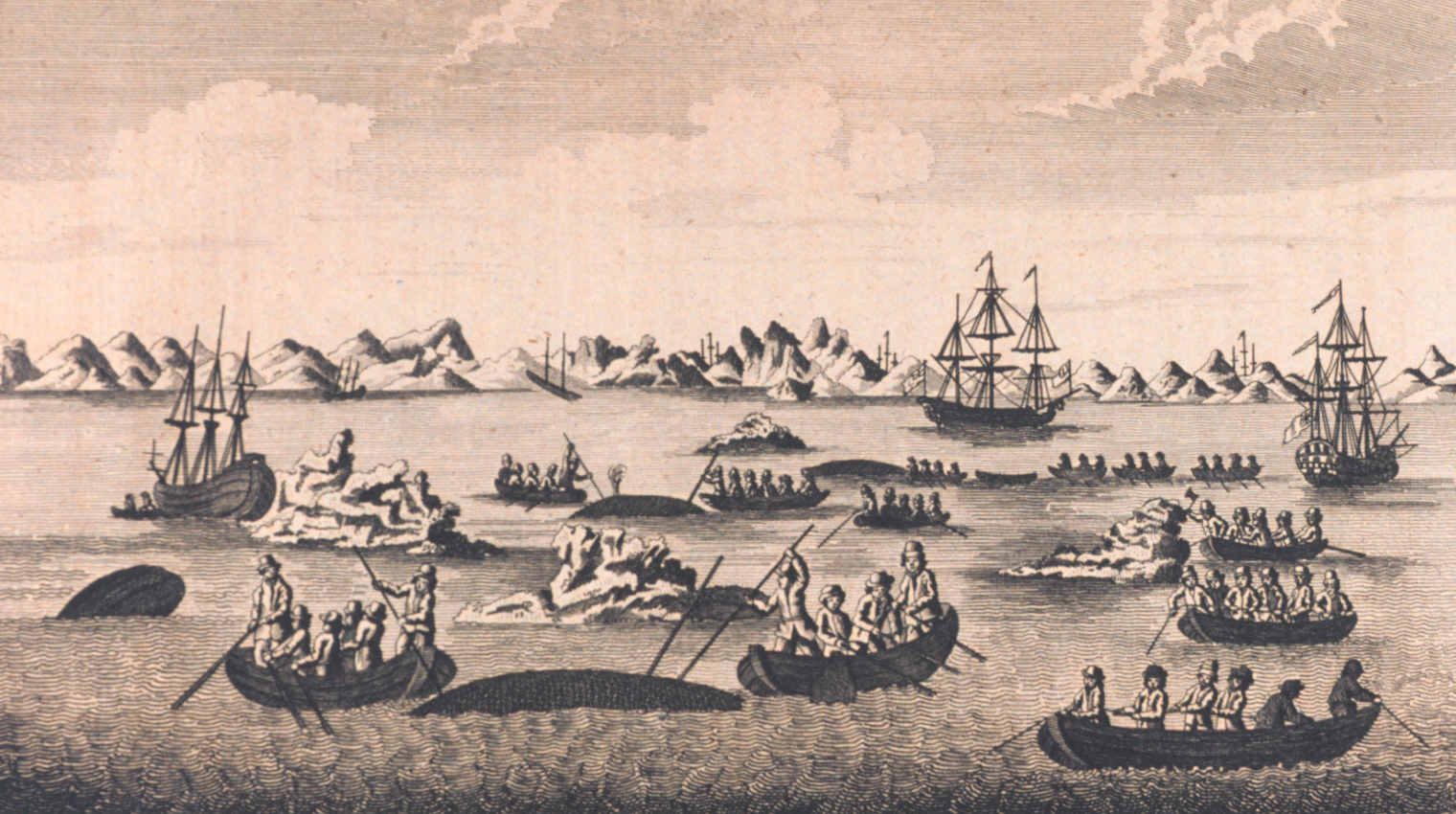
Baleação no século XVIII (das viagens de James Cook).

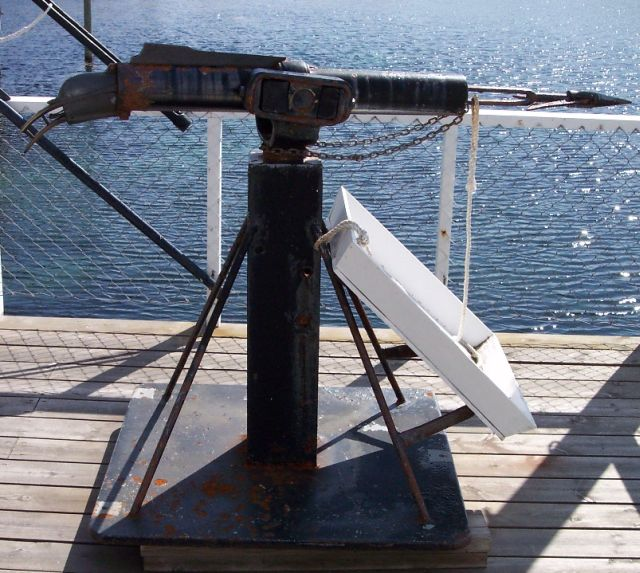
Um moderno canhão para arpões explosivos.

As baleias têm sido caçadas desde tempos remotos. Os registos mais antigos conhecidos de baleação são pinturas rupestres entalhadas em rochas do sul da Coreia com cerca de 8000 anos de idade. Desde esses tempos, a caça foi-se tornando progressivamente mais sofisticada, expandindo-se das águas costeiras para as áreas oceânicas à medida que as embarcações foram melhorando e melhores métodos de navegação e processamento das carcaças foram sendo desenvolvidos.
Embora recorrendo a uma talvez excessiva simplificação, e pecando por algum eurocentrismo, a história da baleação pode ser dividida em seis grandes etapas, muitas das quais coexistindo durante muito tempo:
- Baleação pré-histórica e caça costeira (~8000 – presente) — Caça de cetáceos, geralmente de pequena dimensão, em baías, estuários e zonas muito próximas da costa utilizando lanças, flechas e dispositivos semelhantes a partir da costa ou de pequenas embarcações. A caça é muitas vezes oportunista, misturando-se com a atividade recoletora, aproveitando os animais que eram arrojados pelo mar à costa ou que encalhavam ou ficavam aprisionados em águas pouco profundas ou zonas rodeadas por gelo. Continua a ser praticada em escala muito reduzidas pelos povos da bacia do Ártico.
- A baleação basca (1400 – 1700) — Os bascos iniciam no golfo da Biscaia a baleação em águas distantes da costa. A área de caça vai sendo progressivamente alargada a todo o Atlântico nordeste e depois ao Atlântico noroeste. A principal presa são as baleias francas do Atlântico Norte. Aos bascos juntaram-se progressivamente os neerlandeses, os ingleses, os franceses e os povos escandinavos.
- A baleação do Grande Norte (1600 –1900) — Conhecidas dos europeus as terras e mares circumpolares da bacia do Atlântico e reconhecida a sua riqueza em cetáceos, aproveitando os progressos conseguidos na construção de navios, o centro da baleação europeia move-se para Spitsbergen, Gronelândia e águas das altas latitudes do Atlântico Norte e do Oceano Ártico. Os principais povos baleeiros nesta fase são os neerlandeses e os escandinavos, com razoável participação inglesa, francesa e alemã. A partir de meados do século XVIII os baleeiros norte-americanos foram progressivamente ganhando importância ao ponto de no final deste período já serem dominantes.
- A baleação no oceano Antártico e no oceano Pacífico (1800-1930) — Face ao esgotamento das populações de cetáceos no Atlântico Norte e águas adjacentes, a atividade vai-se progressivamente deslocando para as águas do Oceano Antártico e depois para as do Pacífico Norte. Para além da baleia-franca, são caçadas a baleia-cinzenta, a baleia azul e outros rorquais. A baleação é já claramente dominada pelos baleeiros americanos, deslocando-se a centro de gravidade do comércio dos óleos de Londres para a Nova Inglaterra.
- A caça ao cachalote (~1780 – 1940) — Com a melhoria das técnicas de navegação e de processamento no mar das carcaças, os baleeiros da Nova Inglaterra desenvolveram uma forma específica de baleação, baseada na utilização de uma embarcação rápida e suficientemente grande para permitir a permanência no mar por alguns meses e o transporte do óleo e pequenos botes baleeiros, muito móveis dotados de vela e remos, que eram lançados ao mar e partir dos quais de desenvolvia o cerco e arpoamento das baleias. Esta tecnologia era particularmente eficaz na caça ao cachalote, animal particularmente valioso, pois além do normal óleo, produz o espermacete e o âmbar de baleia, substâncias que atingiam elevados preços no mercado internacional. Dada a dispersão das populações de cachalote, esta forma de baleação estendeu-se por todos os oceanos temperados da Terra, gerando frequentemente viagens de circum-navegação do Globo.
- A moderna baleação aos rorquais (~1880 – 1986) — Beneficiando da introdução dos navios a propulsão mecânica, foi possível a construção de grandes navios baleeiros que poderiam permanecer no mar durante muitos meses e processar e armazenar um vasto número de carcaças de cetáceo. Para tornar a caça mais eficaz foram desenvolvidos canhões capazes de arremessar um arpão explosivo com precisão a longa distância. A utilização destes arpões tornou a caça muito eficaz, já que mesmo os grandes cetáceos tinham morte quase imediata, o que tornava a captura rápida e segura. A caça aos grandes cetáceos estendeu-se a todos os oceanos onde eles existissem em número significativo, sendo acompanhada da construção de navios-fábrica capazes de processar rapidamente as carcaças otimizando o aproveitamento dos subprodutos e permitindo a permanência no mar durante meses. Nesta fase predominaram os baleeiros norte-americanos, britânicos, japoneses, islandeses e noruegueses. Devido à sua actividade, nas primeiras décadas do século XX a população da maioria das espécies de rorquais já tinha decrescido 80% a 90% em relação ao período anterior ao início da baleação comercial.

## A baleação no mundo

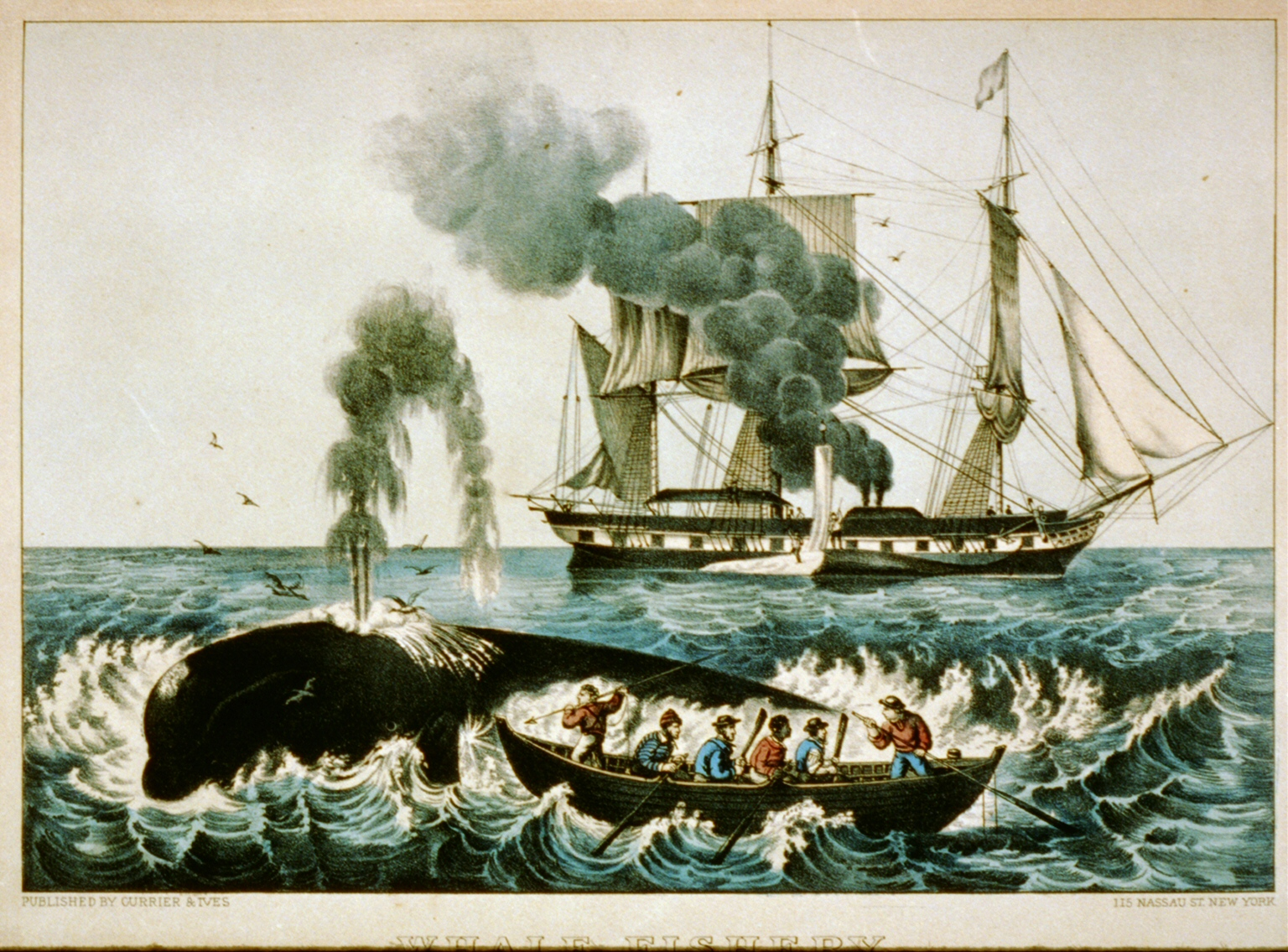
Baleação a partir de um navio baleeiro da Nova Inglaterra. O fumo é das caldeiras que derretiam as carcaças para obter o óleo.

### Em Portugal

#### Açores
A primeira referência documental à captura de baleias nas águas dos Açores remonta ao século XVI, ao largo da ilha de Santa Maria. De acordo com Frutuoso:
"No ano de mil e quinhentos e setenta e quatro acharam os pescadores uma baleia morta onde se chama o Mar de Ambrósio, e, por ser longe e estar um só batel, a não levaram a terra, inteira, senão muitas postas dela, de que fizeram muito azeite.
No ano seguinte de 1575, a derradeira oitava de Páscoa, apareceu outra, junto da Vila, e três ou quatro batéis, que foram a ela, a levaram à costa, junto de Nossa Senhora da Conceição, da qual se fez muito proveito e tiraram ambre (sic), que lá foi buscar desta ilha o feitor de el-Rei, Jorge Dias. Dizem que aproveitou, mas os pobres nada dele gozaram.
No mesmo ano, em meio de Junho, apareceu outra da banda de Sant'Ana, a qual tiraram em terra no porto de Nossa Senhora dos Anjos, de que se fizeram dez ou doze pipas de azeite.
Daí a poucos dias, acharam outra da mesma banda de Sant'Ana, mas porque já andavam os homens enfadados, e ser tempo de aceifa, não curaram dela, até que desapareceu de todo.
Os anos passados, foi achado em Sant'Ana um grande pedaço, que parecia tábua de uma coisa como cevo e da mesma sua cor, que ardia mui bem, e diziam que também aproveitava para frialdade, sem se acabar de determinar o que seria. E muitos há que em São Lourenço saiu um baleato pequeno, afora outros que não lembram."
Embora se registe a presença de baleeiros ingleses no século XVIII, a caça sistemática ("baleação") nas águas do arquipélago só se iniciou na segunda metade do século XVIII e do século XIX, com a chegada dos navios baleeiros dos Estados Unidos, nomeadamente aqueles oriundos de New Bedford e de Nantucket. Ao arregimentavam homens para completar as suas tripulações nas ilhas, foi com eles que os açorianos aprenderam as técnicas e o domínio dos instrumentos, patente no uso do próprio vocabulário baleeiro, quase que totalmente de origem anglo-saxónica.
É com a experiência desses homens que, na década de 1850 se constituíram as primeiras armações baleeiras nos Açores, nas ilhas do Oeste. Para isto foram fundamentais as embarcações baleeiras (adaptações dos primeiros modelos importados de New Bedford pela família Dabney, do Faial), de palamenta apropriada e com tripulação de, pelo menos, 7 homens (mestre, arpoador/trancador, remador e marinheiros). O Topo, na ilha de São Jorge, foi a primeira localidade onde se armaram canoas. Nas Velas, foi arpoada a primeira baleia em janeiro de 1886.
Na década de 1880, constituíram-se armações no Grupo Oriental, a partir da ilha de São Miguel. Nesta ilha existiram quatro companhias baleeiras:
- No Calhau Miúdo das Capelas, junto ao Morro, fundada a 29 de outubro de 1884;
- No porto de Santa Iria, na freguesia da Ribeirinha, fundada no mesmo ano (1884);
- Na Grota, junto à Praia Grande dos Mosteiros, a "Companhia Pescadora", fundada em 23 de Outubro de 1885 da qual era gerente o conhecido industrial João de Melo Abreu;
- No Castelo do Porto Formoso, a "Companhia Baleeira Esperança", fundada por alvará de 20 de abril de 1886.

Além destas, o Governo Civil de Ponta Delgada passou ainda, com data de 5 de Agosto de 1885, alvará provisório a Amâncio Júlio Cabral e José Maria Pimentel, para criação de uma empresa dedicada à pesca de cetáceos no Areal Grande de S. Roque, na costa sul da ilha.
Todas estas empresas tiveram existência mais ou menos efémera, à exceção da Companhia Baleeira das Capelas/São Vicente que, ao longo dos anos cresceu em meios e equipamentos, tendo aumentado as suas capacidades operacional e técnica, a ponto de ter se constituído uma das empresas de maior dimensão e com mais longa existência no arquipélago (1884-1983).
As campanhas baleeiras no arquipélago tinham lugar anualmente, de 15 de maio a 15 de setembro. Eram utilizados os chamados "botes de boca aberta", típicos dos Açores, e arpões. Após a captura, as carcaças dos cetáceos eram objeto de desmanche para a extração do óleo ("azeite"), do âmbar-gris, das barbatanas e da carne. Os ossos eram reduzidos a farinha. Até à década de 1930, a extração do chamado "azeite de baleia" ainda era processada pelos próprios baleeiros, por um processo artesanal conhecido como "a fogo direto", em instalações denominadas "traiois", constituídas por duas caldeiras adossadas, assentes sobre uma fornalha. Na ilha de São Jorge, em 1936, registavam-se quatro armações: três nas Velas e uma no Topo.
Em meados do século XX, esse trabalho foi pouco a pouco sendo substituído pela industrialização do processo, em fábricas de derretimento, que utilizavam autoclaves a vapor de grande capacidade.
Desde 1987 que deixou-se de praticar a "caça" à baleia em Portugal, tendo o último cachalote sido caçado naquele ano, ao largo da vila das Lajes do Pico. O comércio dos produtos extraídos da baleia (inclusive o marfim, não assinalado) foi proibido.

#### Madeira
A história da atividade baleeira no Arquipélago da Madeira ocorre praticamente no século XX apesar de nos séculos anteriores se caçar nas águas do arquipélago, recorrendo a mão de obra madeirense.
Em 1940 instala-se a primeira armação baleeira na Madeira com a chegada dos primeiros baleeiros e das primeiras baleeiras vindas dos Açores e com a construção de um traiol (designação dada a estações de processamento rudimentares, que permitiam a extração do óleo pelo meio de panelas de grande dimensão, assentes sobre fogo direto. Estas estações eram frequentemente desprovidas de rampas para varagem dos animais) localizado a Este da foz da Ribeira da Janela, no concelho do Porto Moniz.
Só no início de 1941 é que se deram os primeiros abates que ocorreram na zona Norte, esses animais forram transformados em óleo no referido “traiol”.
Em 1942 foi construída mais um “traiol”, desta vez no Caniço, mais concretamente no calhau do Garajau, esta construção visava aumentar a capacidade produtiva da armação baleeira e em poucos anos levou ao abandono do primeiro.
No fim da década de 1940 foi iniciada a construção da fábrica do Caniçal, que substituiu o “traiol” do Garajau. Esta construção veio aumentar a capacidade produtiva da Empresa Baleeira da Madeira, por se tratar de uma unidade fabril muito mais moderna e melhor equipada.
O sucesso desta atividade baseou-se na construção de uma rede de vigias que, posicionadas em zonas costeiras altas, permitiam uma cobertura integral da costa da Ilha da Madeira, bem como uma cobertura parcial dos mares das Desertas e Porto Santo. Desta forma a Ilha da Madeira possuía 8 vigias, sendo uma delas no Pico da Cruz (no complexo militar do RG3, em S. Martinho), e outra na Ponta do Garajau (abaixo da estátua do Cristo Rei do Garajau). Esta rede completava-se com duas vigias na Deserta Grande, uma na Ilha do Bugio e duas na ilha do Porto Santo. Estes edifícios davam abrigo aos homens que sondavam o mar em busca dos “espartos” (termo importado dos Açores, para designar o sopro característico dos grandes cetáceos).
A caça atingiu o seu auge neste arquipélago na década de 1950 e 1960, com o pleno funcionamento das já referidas instalações fabris.
Nos anos setenta, com o crescimento do movimento internacional para a defesa das baleias, houve uma interdição de comercialização dos produtos extraídos destes animais por alguns países, que até então eram os principais compradores da produção madeirense, nomeadamente os Estados Unidos, a Inglaterra e a França. Essa interdição conduziu ao fim voluntário da baleação no arquipélago, que cessou em 1981.
A partir de 1986, o Decreto legislativo regional Nº 6/86/M tornou as águas em redor do Arquipélago da Madeira, até às 200 milhas, numa espécie de santuário para baleias, golfinhos e outros mamíferos marinhos, nomeadamente para a rara Foca-monge-do-mediterrâneo também conhecido como lobo-marinho.
O Museu da Baleia da Madeira conta agora com recentes e modernas instalações  onde narra toda a história da caça à baleia decorrida no Arquipélago da Madeira. Os aspetos da biologia e da proteção das  baleias e golfinhos são abordados na exposição contribuindo para a sensibilização de todos para a necessidade de preservar estes animais.

### No Brasil

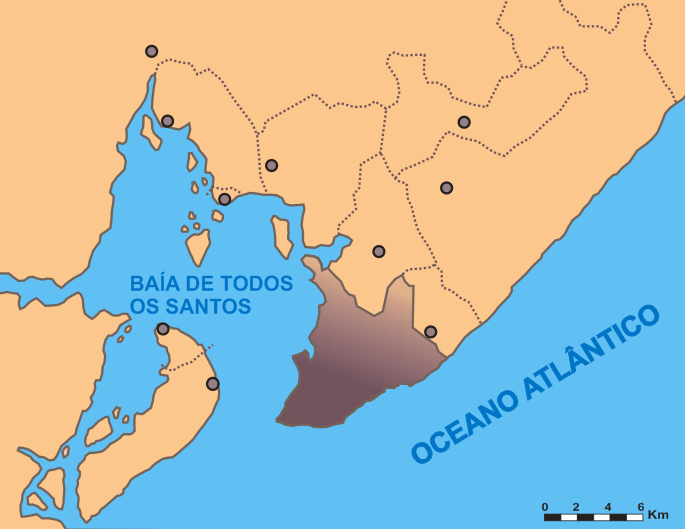
A primeira atividade baleeira no Brasil foi realizada em 1602 no recôncavo baiano.

Tão logo o Brasil foi descoberto, perceberam os habitantes pioneiros a grande quantidade de baleias francas que vinham perto do litoral. Já em 1587, Gabriel Soares de Almeida escrevia à Corte sugerindo a vinda de experientes pescadores do Golfo de Biscaia para introduzir no Brasil a caça. Frei Vicente do Salvador também escreveu sobre a abundância da baleia, num longo trecho do litoral entre a Bahia e Santa Catarina, chegando mesmo a adentrar baías e enseadas, principalmente nos meses de maio e junho.
Estabelecimentos próprios, conhecidos como "armações" foram criados por toda essa costa entre o século XVII até o começo do século XIX. Barcos a vela ou remo saiam para aproar as baleias com longos arpões de madeira com ponta de ferro presos por cabos longos, esperavam horas à sirga até que a perda de sangue as exaurisse, arrastando-as até uma praia próxima da armação, onde eram retalhadas mesmo à beira-mar.
O toucinho era então processado em grandes tachos e vendido para iluminação de casas, lubrificante e como agregante de um tipo primitivo de cimento. A carne, sem grande valor na época, era simplesmente descartada. Cada baleia rendia mais de seis mil litros de óleo. Como revela trabalho da pesquisadora Miriam Ellis, publicado ainda nos anos 1960, a matança foi tão grande que o número de baleias francas declinou irremediavelmente, praticamente acabando com o comércio do óleo já antes do começo do século XX, antes que os protestos de pessoas chocadas com a brutalidade da caça fizessem efeito.
Tentativas de reativar a caça após a Segunda Guerra Mundial, com novas tecnologias, principalmente no litoral de Santa Catarina, tiveram vida breve. Restam hoje apenas algumas ruínas e o nome preservado em localidades como Armação dos Búzios, próximo ao Rio de Janeiro, Praia da Armação em Ilhabela, São Paulo, e a Praia da Armação, em Florianópolis.
No Brasil a única empresa que operou de fato na captura e industrialização da baleia foi a Companhia de Pesca Norte do Brasil (Copesbra), a qual funcionou entre as décadas de 50 e 80 em Costinha, litoral do estado da Paraíba. A caça visava inicialmente à espécie espadarte, mas com a rarefação desta em virtude da caça predatória começou-se a caçar a minke, uma das menores espécies de baleias existentes. Na década de 70, a cachalote se mostrava quase extinta na costa brasileira.
Em 1974 a Copesbra havia pescado um total de 793 baleias, das quais 761 foram da espécie minke, 3 espadarte e 29 cachalote. Delas foram retirados o óleo, a carne (que também servia para fazer charque e toucinho), a farinha de osso e as barbatanas, exportados sobretudo para o Japão, o qual, junto com a Rússia, detinha no início dos anos 70 em torno de 90% das quotas de caça à baleia, deixando outros países, como Austrália, África do Sul, Noruega e Brasil, com o restante. Esse poder econômico dava aos dois países poder de decisão perante a Comissão Internacional da Baleia, órgão que então regulava a caça.
A prática é proibida no Brasil desde 1985, através da Lei Gastone, do então deputado federal Gastone Righi, e em 2008 foi assinado um decreto que determina toda a zona costeira como santuário de baleias e golfinhos.

## A baleação e a conservação dos cetáceos

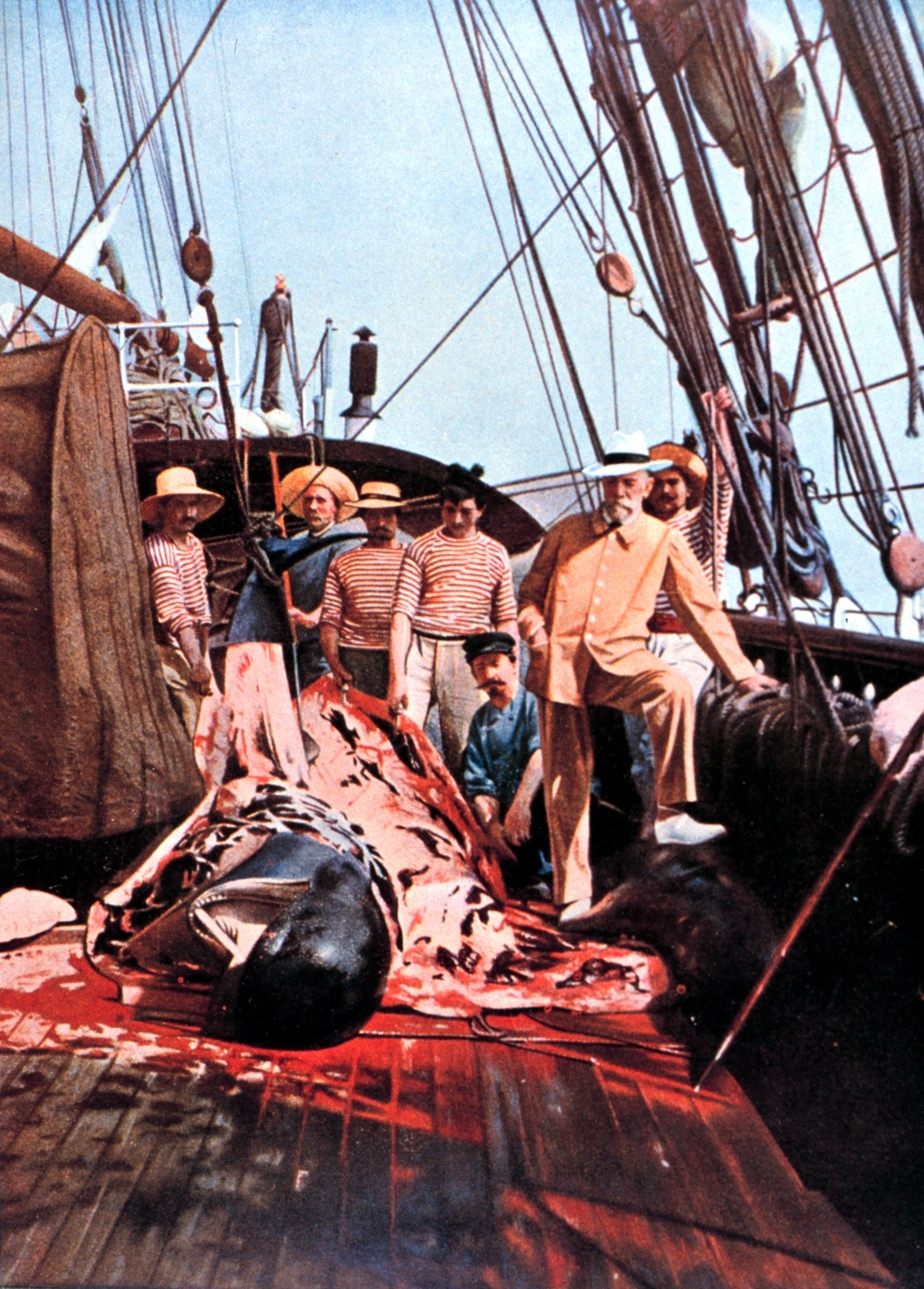
Alberto I, Príncipe do Mónaco, observa a desmancha de uma baleia-piloto ao largo do Pico, Açores (1897).

A partir de meados do século XIX ficou claro que a caça à baleia estava a processar-se a um ritmo que não era acompanhado pelo crescimento natural das populações das espécies caçadas. As grandes regiões oceânicas de caça iam-se esgotando progressivamente, obrigando os baleeiros a cada vez maiores viagens e a tempos mais longos de permanência no mar. Contudo, tal como aconteceu em relação a outros recursos naturais, a resposta não foi a conservação, mas a busca de formas mais eficientes de exploração, o que acelerou o declínio das populações.
Em 1931 iniciou-se um processo de cooperação bilateral e multilateral de regulação da caça, envolvendo os Estados que detinham as maiores frotas baleeiras ou que tinham jurisdição sobre as águas onde a caça se fazia. O processo foi contudo interrompido com o advento da Segunda Guerra Mundial, o qual em boa parte também levou à paragem da baleação por parte dos Estados beligerantes e perturbou fortemente o comércio internacional dos produtos obtidos.

### A Convenção Internacional para a Regulação da Atividade Baleeira
Após a Segunda Guerra Mundial, quando a baleação iniciava a sua recuperação após o abrandamento forçado pelo conflito, a comunidade internacional decidiu que a caça sem regras não poderia continuar sob pena de extinção da maioria das espécies de cetáceos. Assim, em 1946 a recém fundada Organização das Nações Unidas, retomando o processo iniciado de forma bilateral em 1931, aprovou uma resolução criando a Convenção Internacional para a Regulação da Atividade Baleeira (International Convention for the Regulation of Whaling – ICRW). No âmbito desta convenção um número crescente de espécies foi sendo protegido, com a proibição da sua caça comercial. O processo acelerou-se ao longo das décadas de 1960 e 1970, quando a consciência ambiental dos povos foi sendo despertada e os conhecimentos de ecologia e dinâmica das populações permitiram prever com certeza a extinção próxima de diversas espécies.
Por decisão da Comissão Baleeira Internacional, tomada a 23 de julho de 1982, foi estabelecida uma moratória sem termo pré-definido na concessão de autorizações de caça. A moratória entrou em vigor em 1986, ficando desde aí proibida a baleação comercial.
Contudo, nos termos do artigo V(3) daquela Convenção, foram dados 90 dias para os Estados signatários apresentarem objeções à decisão. A Noruega apresentou objeção e declarou que considera a decisão como ultra vires (isto é como nula e sem efeito), dado que ela não foi baseada em parecer fundamentado do Comité Científico da Comissão Baleeira Internacional e portanto estaria em contradição com os objetivos estabelecidos no preâmbulo da Convenção. A Noruega pôde pois continuar a baleação comercial e tem-no feito desde 1993.
Para além da caça conduzida pela Noruega, a Convenção permite outros tipos de caça: (1) para fins de investigação científica, não proibindo o aproveitamento comercial das carcaças; e (2) a caça artesanal pelos povos aborígenes de regiões onde ela tenha tradição multissecular e seja importante para a sobrevivência das sociedades e culturas que lhe estão associadas.
Com esta moratória pôs-se um fim efetivo à baleação generalizada, já que apenas ficaram de fora os poucos Estados não signatários que prosseguem a atividade, a Noruega, devido à objeção apresentada, e a caça tradicional por métodos artesanais, em pequena escala, desenvolvida essencialmente pelos povos da bacia do Ártico.
Em 2003, a Comissão Baleeira Internacional iniciou um estudo plurianual das águas do Oceano Antártico com o objetivo de estabelecer novas e mais seguras estimativas do efetivo populacional. A Noruega tem também vindo a fazer estudos plurianuais das populações de cetáceos daquela área desde 1995, conforme é sua obrigação nos termos da Convenção enquanto Estado que mantém baleação comercial.
Apesar de se esperar que o estudo revele um aumento generalizado das populações de cetáceos, alguns dos Estados membros mais influentes da Comissão Baleeira Internacional, como o Reino Unido, a Austrália e a Nova Zelândia deverão bloquear o reinício da baleação comercial. Este bloqueio prende-se essencialmente com questões de bem estar animal relacionadas com os métodos de captura e não com quaisquer políticas de conservação das populações de cetáceos. Esta política tem vindo a polarizar as atividades da IWC e tem-se vindo a registar uma "corrida às armas" com ambos os lados a aliciar países, muitos deles sem qualquer tradição baleeira e mesmo sem costa litoral, a juntar-se a comissão com o objetivo de subverter as votações.

### O futuro da baleação

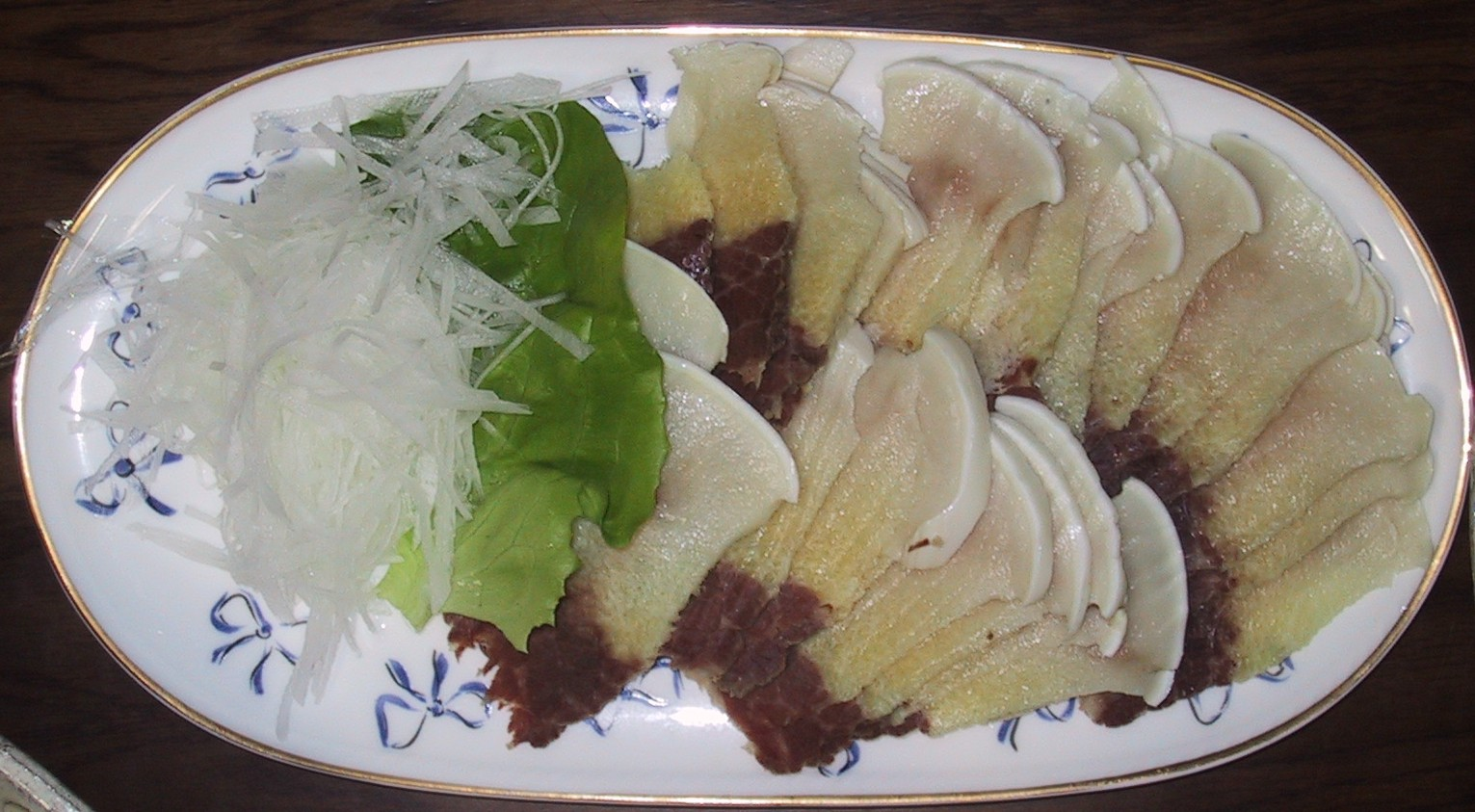
Um prato japonês de carne e toucinho de baleia.

A partir de 1992 tem sido pedida a concessão de quotas para a exploração comercial de algumas espécies, o que tem sido recusado pela IWC. Para além da caça tradicional, apenas a Noruega retomou a caça, já que tinha apresentado uma objeção à moratória, o que lhe permite legalmente prosseguir a baleação. O Japão, sob a guisa de investigação científica, tem vindo a caçar um número crescente de baleias.
Apesar do óleo de baleia não ter hoje valor comercial que justifique a caça, a carne da baleia é considerada um acepipe no Japão e na Noruega, pelo que a caça agora é cada vez mais dirigida para o consumo humano da carne.
No caso do Japão, dada a escassez da oferta, o preço da carne de baleia atinge valores extremamente elevados, havendo uma procura crescente por parte dos consumidores. Daí que a pressão para retoma da baleação comercial seja grande.
A espécie mais caçada hoje é a rorqual-anã-austral, a mais pequena de entre os balenopterídeos. Estima-se que a sua população atual atinja os 180 000 animais no Atlântico central e nordeste e 700 000 animais em torno da Antártida.

### Geral
- SCHOKKENBROEK, Joost C. A. (2008). Trying-out: An Anatomy of Dutch Whaling and Sealing in the Nineteenth Century, 1815-1885. Amsterdam: Aksant Academic Publishers. 10-ISBN 90-5260-283-2; 13-ISBN 978-90-5260-283-7
- SILVA, Armindo. Relatório CITES. Funchal: 1987.
- Tönnesen, J. N. och Arne Odd Johnsen (1982). The history of modern Whaling. London : C. Hurst & Co. 10-ISBN 0-905838-23-8; 13-ISBN 978-0-905838-23-6; [Canberra : Australian National University Press. 10-ISBN 0-7081-0749-4; 13-ISBN 978-0-7081-0749-2]; [Berleley: University of California Press. 10-ISBN 0-520-03973-4]; [OCLC 8860504]

### Sobre a baleação nos Açores.
- KOEHLER, Wulf H. : Da Caça à Observação de Baleias, Publiçor-Letras Lavadas, Ponta Delgada 2014, ISBN 978-989-735-057-3
- CLARKE, Robert. (1954). Baleação em Botes de Boca Aberta nos mares dos Açores - História e métodos actuais de uma Indústria - Relíquia ("Open Boat Whaling in the Azores"). Tradução de Fernando Jorge da Silva. Edição conjunta do autor e do tradutor, dedicado ao Museu da ilha de Santa Maria. (2001).
- FIGUEIREDO, José Mousinho, Introdução ao Estudo da Indústria Baleeira Insular, in Boletim Pecuário, n.º 2, ano XIV (1946). Reeditado pelo Museu dos Baleeiros, Lajes do Pico, Açores, 1996, 283 pp., com notas e atualização da taxonomia e nomenclatura portuguesa dos cetáceos pelo Doutor João M. A. Gonçalves, da Universidade dos Açores.
- FRUTUOSO, Gaspar. Saudades da Terra (Livro III). Ponta Delgada (Açores): Instituto Cultural de Ponta Delgada, 2005. ISBN 972-9216-70-3
- LEE, Lance R.; HALABISKY, Bruce. Duas Voltas ao Logaiéte ("Two Round the Loggerhead"). Tradução de Fernando Jorge Silva (2004).
- MENDONÇA, Nun'Álvares de. Memórias de um baleeiro. Ponta Delgada: Ed. de Autor, 2003.
- PUIM, Arsênio Chaves. A Pesca à Baleia na Ilha de Santa Maria. Vila do Porto: Museu de Santa Maria; Junta de Freguesia do Santo Espírito, 2001. 112p. fotos.